# إيكلافيا: الحارس الملكي
إيكلافيا: الحارس الملكي هو فيلم بوليوودي درامي من إنتاج عام 2007 وإخراج فيدو فينود تشوبرا، أصدر الفيلم في الهند وهولندا والولايات المتحدة والمملكة المتحدة يوم 16 فبراير 2007. مثّل الفيلم إحباطًا كبيرًا في شباك التذاكر، للموزعين والجمهور على حد سواء. الفيلم من بطولة أميتاب باتشان وسيف علي خان وشارملا طاغور وسانجاي دوت وفيديا بالان ورايما سين وجاكي شروف وجيمي شيرجيل وبومان إيراني.

## روابط خارجية
- الموقع الرسمي (مؤرشف)
- إيكلافيا: الحارس الملكي على موقع IMDb (الإنجليزية)
- إيكلافيا: الحارس الملكي على موقع ميتاكريتيك (الإنجليزية)
- إيكلافيا: الحارس الملكي على موقع روتن توميتوز (الإنجليزية)
- إيكلافيا: الحارس الملكي على موقع نتفليكس (الإنجليزية)
- إيكلافيا: الحارس الملكي على موقع ألو سيني (الفرنسية)
- إيكلافيا: الحارس الملكي على موقع Turner Classic Movies (الإنجليزية)
- إيكلافيا: الحارس الملكي على موقع أول موفي (الإنجليزية)
- إيكلافيا: الحارس الملكي على موقع فيلمافينيتي (الإسبانية)
- إيكلافيا: الحارس الملكي على موقع قاعدة بيانات الفيلم (الإنجليزية)
- إيكلافيا: الحارس الملكي على موقع ليتربوكسد (الإنجليزية)